# Ölmevalla socken
Ölmevalla socken i Halland ingick i Fjäre härad, ingår sedan 1974 i Kungsbacka kommun och motsvarar från 2016 Ölmevalla distrikt.
Socknens areal är 35,62 kvadratkilometer, varav 35,19 land. År 2000 fanns här 4 693 invånare. Tätorterna Åsa, Kläppa och Ölmanäs samt sockenkyrkan Ölmevalla kyrka ligger i socknen.  

## Administrativ historik
Ölmevalla socken har medeltida ursprung.
Vid kommunreformen 1862 övergick socknens ansvar för de kyrkliga frågorna till Ölmevalla församling och för de borgerliga frågorna till Ölmevalla landskommun. Landskommunen uppgick 1952 i Löftadalens landskommun som sedan 1974 uppgick i Kungsbacka kommun.
1 januari 2016 inrättades distriktet Ölmevalla, med samma omfattning som församlingen hade 1999/2000.  
Socknen har tillhört fögderier och domsagor enligt Fjäre härad. De indelta båtsmännen tillhörde Norra Hallands första båtsmanskompani.

## Geografi och natur
Ölmevalla socken ligger söder om Kungsbacka vid Kattegattkusten, delvis på halvön Ölmanäs. Halvön i väster är skogbeklädd, de centrala delarna är slättbygd och i öster återfinns kala berg.
I socknen finns två naturreservat som båda ingår i EU-nätverket Natura 2000: Kungsbackafjorden som delas med Fjärås, Hanhals, Onsala och Vallda socknar samt Näsbokrok.
En sätesgård var Ölmanäs säteri.
I Åsa fanns förr ett gästgiveri.
I Ölmevalla finns Minas Stuga, en ryggåsstuga/backåsstuga med stråtak från början av 1800-talet. Den har köpts upp av Ölmevalla hembygdsförening och används vid midsommarfiranden.

## Fornlämningar
Från stenåldern finns flera boplatser. Från bronsåldern finns några stora gravrösen vid Näsbokrok. Från järnåldern finns stensättningar, gravfält och en fornborg. Ett fynd med tre guldbrakteater har påträffats.

## Namnet
Namnet (1455 Ölmewalla) kommer från kyrkbyn. Förleden innehåller troligen ånamnet Ylm(a) syftande på bäcken norr om kyrkan. Efterleden är vall, 'slät, gräsbevuxen mark'.

## Befolkningsutveckling
| Befolkningsutvecklingen i Ölmevalla socken 1750–1990                                                    | Befolkningsutvecklingen i Ölmevalla socken 1750–1990 | Befolkningsutvecklingen i Ölmevalla socken 1750–1990 | Befolkningsutvecklingen i Ölmevalla socken 1750–1990 | Befolkningsutvecklingen i Ölmevalla socken 1750–1990 |
| --- | ---------------------------------------------------- | ---------------------------------------------------- | ---------------------------------------------------- | ---------------------------------------------------- |
| |                                                      |                                                      |                                                      |                                                      |
| År |                                                      |                                                      | Folkmängd                                            |                                                      |
| 1750 | 1750                                                 |                                                      | 532                                                  |                                                      |
| 1760 | 1760                                                 |                                                      | 543                                                  |                                                      |
| 1769 | 1769                                                 |                                                      | 622                                                  |                                                      |
| 1780 | 1780                                                 |                                                      | 641                                                  |                                                      |
| 1790 | 1790                                                 |                                                      | 665                                                  |                                                      |
| 1800 | 1800                                                 |                                                      | 708                                                  |                                                      |
| 1810 | 1810                                                 |                                                      | 780                                                  |                                                      |
| 1820 | 1820                                                 |                                                      | 889                                                  |                                                      |
| 1830 | 1830                                                 |                                                      | 1 013                                                |                                                      |
| 1840 | 1840                                                 |                                                      | 1 130                                                |                                                      |
| 1850 | 1850                                                 |                                                      | 1 231                                                |                                                      |
| 1860 | 1860                                                 |                                                      | 1 310                                                |                                                      |
| 1870 | 1870                                                 |                                                      | 1 392                                                |                                                      |
| 1880 | 1880                                                 |                                                      | 1 447                                                |                                                      |
| 1890 | 1890                                                 |                                                      | 1 344                                                |                                                      |
| 1900 | 1900                                                 |                                                      | 1 246                                                |                                                      |
| 1910 | 1910                                                 |                                                      | 1 193                                                |                                                      |
| 1920 | 1920                                                 |                                                      | 1 108                                                |                                                      |
| 1930 | 1930                                                 |                                                      | 1 057                                                |                                                      |
| 1940 | 1940                                                 |                                                      | 1 047                                                |                                                      |
| 1950 | 1950                                                 |                                                      | 1 042                                                |                                                      |
| 1960 | 1960                                                 |                                                      | 981                                                  |                                                      |
| 1970 | 1970                                                 |                                                      | 1 243                                                |                                                      |
| 1980 | 1980                                                 |                                                      | 2 628                                                |                                                      |
| 1990 | 1990                                                 |                                                      | 3 755                                                |                                                      |
| Anm: Källor: Umeå universitet - Tabellverket 1749-1859, Demografiska databasen, CEDAR, Umeå universitet |                                                      |                                                      |                                                      |                                                      |